# Psallus fuscatus
Psallus fuscatus är en insektsart som beskrevs av Knight 1923. Psallus fuscatus ingår i släktet Psallus och familjen ängsskinnbaggar. Inga underarter finns listade i Catalogue of Life.